# Sent Quentin de la Terralha
Sent Quentin de la Terralha (en francès Saint-Quentin-la-Poterie) és una commune française (municipi francès), que forma part del cantó d'Usès, al Districte del Gard. Està al Departament homònim, dins la regió d'Occitània.
Els seus habitants s'anomenen Saint-Quentinois.
El seu nom és degut a la important activitat ceramística (es va donar per diferenciar-lo de les altres 31 localitats franceses que es diuen Saint-Quentin).

## Geografia
La seva situació és a 44° 02′ 46″ Nord 4° 26′ 30″ Est.
Està entre 82 i 272 metres per damunt del nivell del mar.
El municipi té 24,06 km² i el 1999 tenia 2 731 habitants. La seva densitat de població era de 113 habitants per km².
Saint-Quentin-la-Poteria és un petit poble pintoresc. Hi ha un gran nombre de terrissers i hi va néixer l'inventor del formigó armat.

## Història
Al municipi hi ha l'abri de Valorghes, a on hi ha restes prehistòriques, de l'Epipaleolític.

## Demografia
1962 - 1 349 habitants
1975 - 1 510 habitants
1990 - 2 290 habitants
1999 - 2 731 habitants

## Patrimoni, turisme i activitats
- Antiga fàbrica restaurada el 2004.
- Mercat setmanal els divendres.
- Ceràmiques tradicionals
- Senderisme
- Circuits de BTT
- Parc Arqueològic
- Festival Europeu de la Jove Ceràmica "Terralha". Al juliol.
- Festival "Amour d'accordéon", al maig.

## Personalitats lligades al municipi
- Joseph Monier (1823-1906), nadiu, inventor del formigó armat.
- Nicolas Navarro (1985), actor, compositor, intèrpret.
- Nicole Bouyala, escriptor.